# Jüdischer Friedhof (Police u Jemnice)
Koordinaten: 48° 57′ 41″ N, 15° 37′ 46″ O

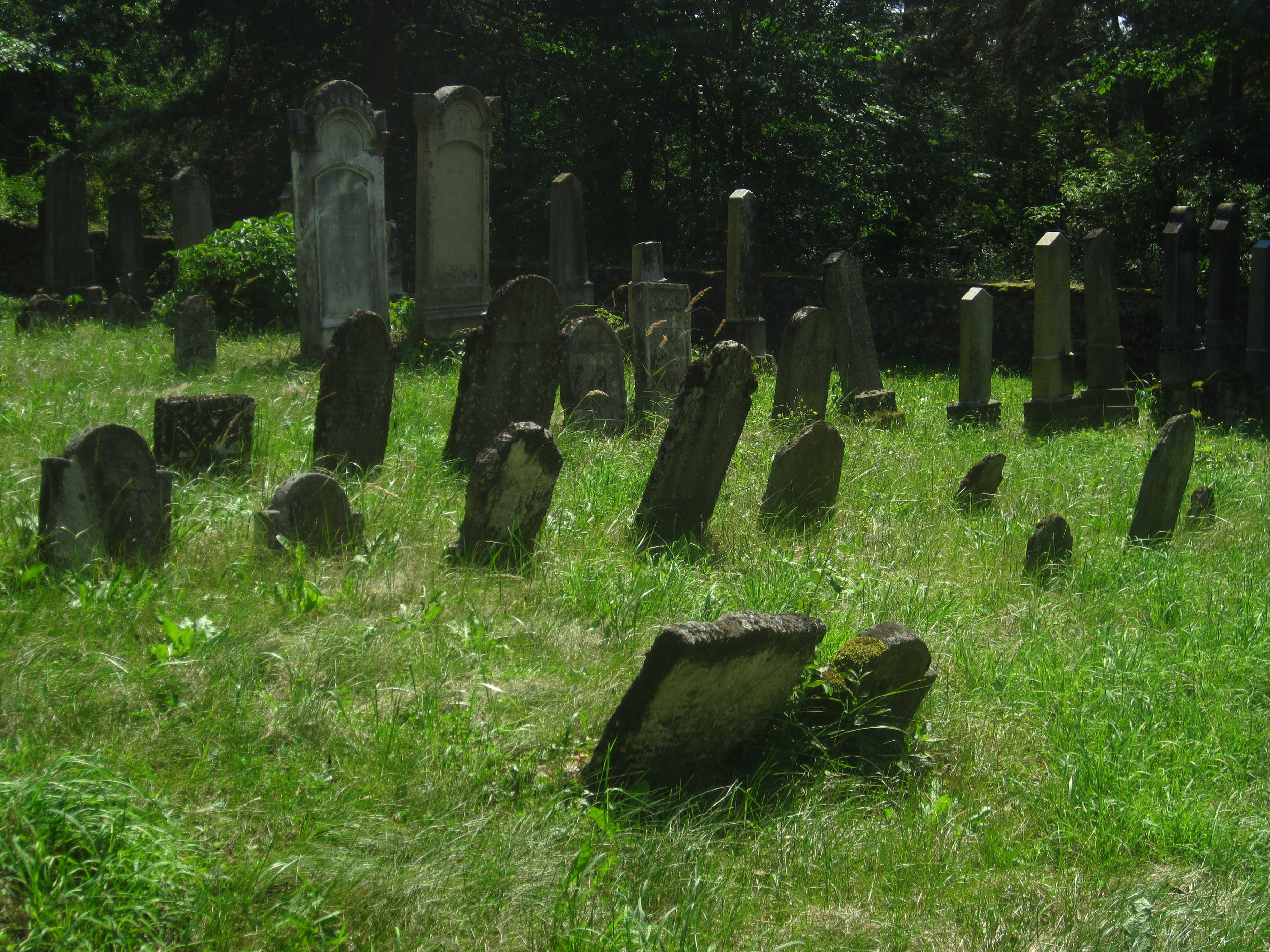
Jüdischer Friedhof in Police u Jemnice

Der Jüdische Friedhof in Police u Jemnice, einer Gemeinde im Okres Třebíč in der Kraj Vysočina (Tschechien), wurde vermutlich im 17. Jahrhundert errichtet. Der jüdische Friedhof ist seit 1988 ein geschütztes Kulturdenkmal.
Der älteste Grabstein ist aus dem Jahr 1681, insgesamt sind noch circa 300 Grabsteine vorhanden.